# Chilcuautla
Chilcuautla è un comune del Messico, situato nello stato di Hidalgo.